# Barcelonés Norte
El Barcelonés Norte (en catalán: Barcelonès Nord) es un territorio que ocupa parte de 2 comarcas y engloba a los municipios de Badalona, Santa Coloma de Gramanet y San Adrián del Besós en la comarca del Barcelonés y a Montgat y Tiana en la del Maresme. El espacio geográfico que ocupa queda marcado por el río Besós, la costa mediterránea y la sierra de Marina, y su superficie total es de 43,85 kilómetros cuadrados.
La población perteneciente al territorio es de alrededor de 380 000 personas, y posee una densidad de población de 8664 habitantes por kilómetro cuadrado; siendo una de las zonas del Área metropolitana de Barcelona con mayor densidad de población.
| Ciudad                   | Superfície (km²) | Población | Densidad (hab/km²) |
| ------------------------ | ---------------- | --------- | ------------------ |
| Badalona                 | 22,20            | 214.874   | 9.679              |
| Santa Coloma de Gramanet | 7,05             | 116.503   | 16.525             |
| San Adrián de Besós      | 3,87             | 32.921    | 8.507              |
| Montgat                  | 2,83             | 8.844     | 3.125              |
| Tiana                    | 7,90             | 6.789     | 859                |

El Barcelonés Norte se ha caracterizado siempre por ser una importante área de producción económica, con una presencia significativa de la industria. Aunque en los últimos 20 años el perfil de esta industria, al igual que en todos los países occidentales, ha variado hacia actividades menos contaminantes y de menor dimensión, este territorio continúa manteniendo una importante diversidad industrial comparado con el resto de territorios de la región metropolitana de Barcelona, gracias a la apertura de nuevos polígonos industriales o bien a la ampliación de los existentes. Además, el crecimiento del sector servicios está asimilando la disminución del peso de la industria, haciendo más evidente la existencia de un amplio y rico tejido de pequeñas y medianas empresas, además de microempresas y autónomos.
El desarrollo territorial de estos municipios ha estado condicionado por el fuerte incremento de población de la segunda mitad del siglo XX que provocó que en menos de tres décadas se multiplicase por tres. Ninguna otra zona de la región metropolitana de Barcelona experimentó un aumento de población tan fuerte ni unas densidades tan elevadas. Estos condicionantes se han ido corrigiendo en los últimos 25 años con la mejora de las infraestructuras y un mayor acceso de la población a la formación. En los últimos tiempos el territorio ha vivido una nueva ola migratoria, en este caso de personas procedentes de países extracomunitarios, que ha compensando el ligero descenso del número de habitantes que se venía produciendo desde principios de los años 80.
Actualmente el Barcelonés Nord se está beneficiando tanto del impacto de actuaciones en torno a la plataforma del Besós como de actuaciones lideradas por los propios municipios. El Fórum 2004, el distrito 22@BCN, la estación del tren de alta velocidad en la Sagrera, la línea 9 del metro, nuevos polígonos industriales, nuevos equipamientos metropolitanos como el parque biomédico en Can Ruti, y los programas de recuperación y reforma de los barrios, están contribuyendo al desarrollo integral del Barcelonés Norte, y a su convergencia efectiva con el resto de Cataluña.